# Оспедалето (Терни)
Оспедалето је насеље у Италији у округу Терни, региону Умбрија.
Према процени из 2011. у насељу је живело 115 становника. Насеље се налази на надморској висини од 712 м.